# Aichryson laxum
Aichryson laxum är en fetbladsväxtart som först beskrevs av Adrian Hardy Haworth, och fick sitt nu gällande namn av David Bramwell. Aichryson laxum ingår i släktet Aichryson och familjen fetbladsväxter. Utöver nominatformen finns också underarten A. l. latipetalum.

## Bildgalleri

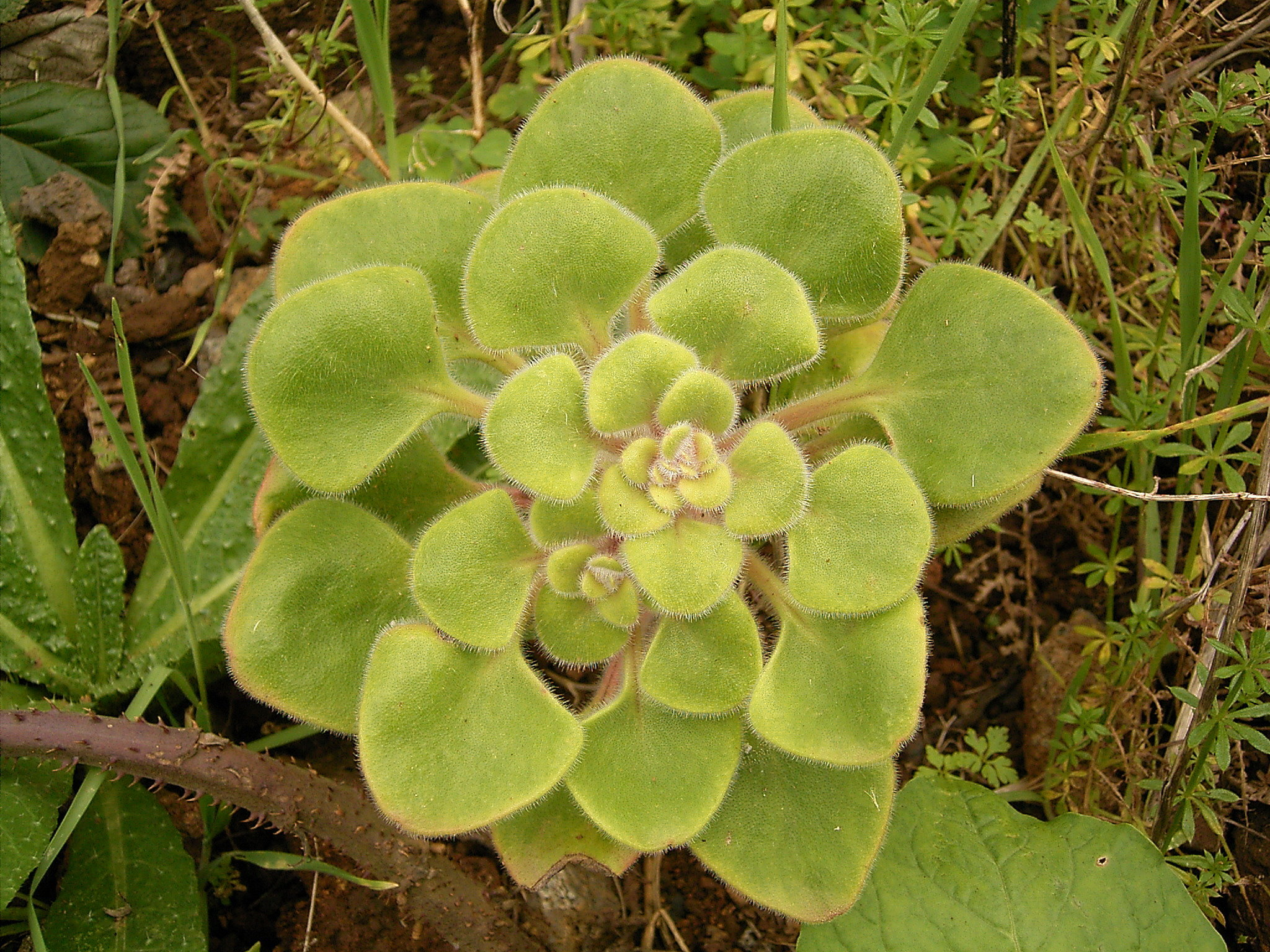
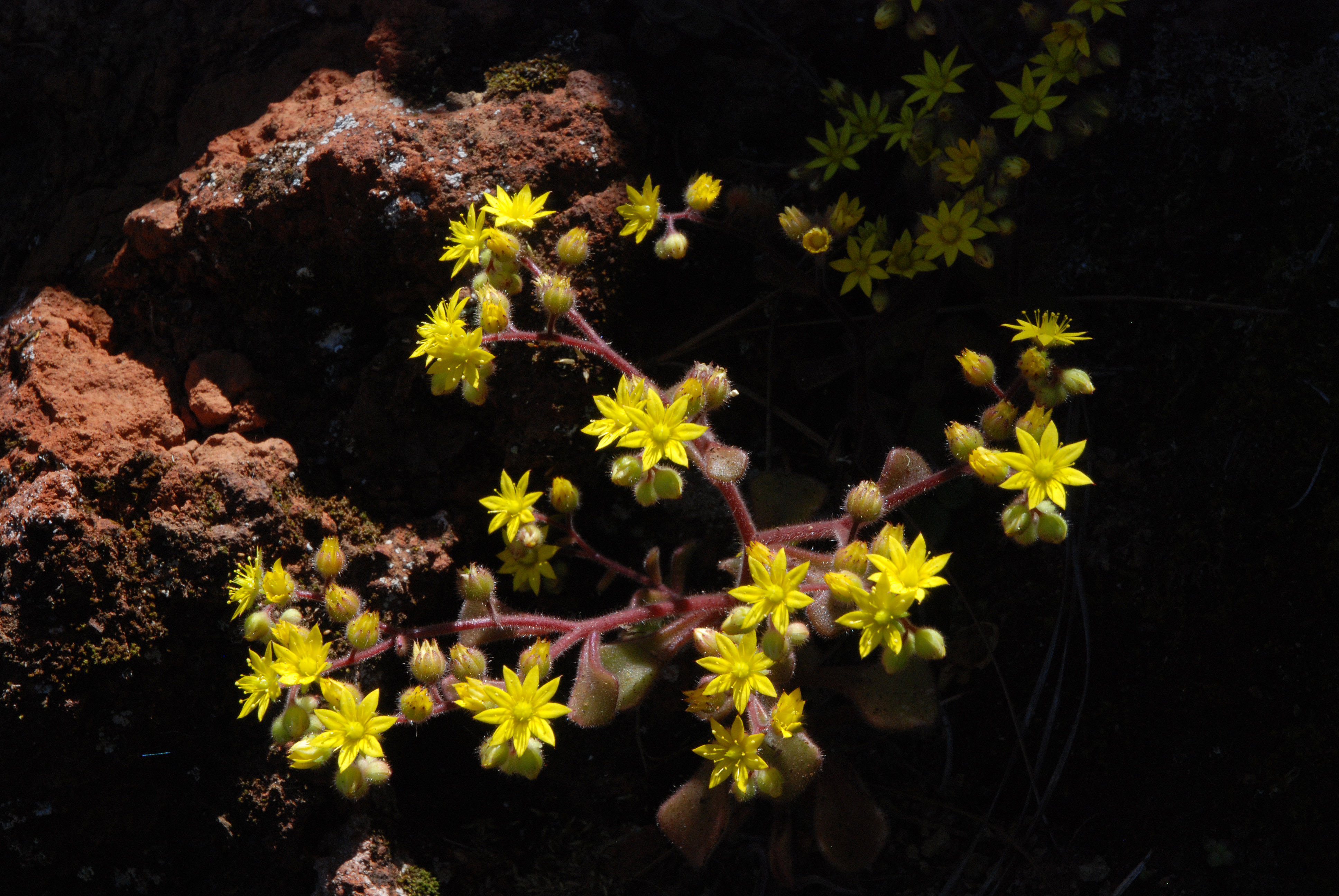